# Cosoleto
Cosoleto é uma comuna italiana da região da Calábria, província de Reggio Calabria, com cerca de 976 habitantes. Estende-se por uma área de 33 km², tendo uma densidade populacional de 30 hab/km². Faz fronteira com Africo, Delianuova, Oppido Mamertina, Roghudi, Samo, San Luca, San Procopio, Santa Cristina d'Aspromonte, Scido, Sinopoli.

## Demografia
| Variação demográfica do município entre 1861 e 2011                               |
|                                                                                   |
| Fonte: Istituto Nazionale di Statistica (ISTAT) - Elaboração gráfica da Wikipedia |